# Fábrica de harinas La Perla
La fábrica de harinas La Perla fue una antigua harinera vallisoletana construida entre 1856 y 1857 que funcionaba gracias a la energía hidráulica proporcionada por el Canal de Castilla. El edificio fue declarado Bien de Interés Cultural en 1991 y la fábrica cerró en 2006.
Desde 2008 albergó el Hotel Marqués de la Ensenada, un alojamiento de lujo que cerró de forma polémica por cuestiones económicas en 2016. Dos años después el edificio fue okupado y se inauguró el proyecto Centro Social La Molinera para la reutilización autogestionada del inmueble.

## Historia
La Perla se construyó como una instalación fabril, destinada a la producción de harinas, que aprovechaba el agua del Canal de Castilla para alimentar la maquinaria interior, hoy desaparecida. Es el último vestigio de la arquitectura ligada al canal que queda en Valladolid.

### Fábrica de harinas
La Perla fue construida entre 1856 y 1857 (aunque erróneamente se cree que fue en 1841) en el tercer salto de agua del desagüe del canal hacia el río Pisuerga, a la altura del Puente Mayor de Valladolid. Su construcción fue promovida por la Compañía del Canal de Castilla y la maquinaria necesaria para las labores de molido del grano fueron dotadas por la fundición Cardailhac y Aldea.
Durante los motines del pan de 1856, unos disturbios populares provocados por la escasez de grano y la subida de precios, la fábrica, que se hallaba en construcción, quedó parcialmente destruida, por lo que su inauguración se retrasó. Al año siguiente la fábrica se encontraba lista para su funcionamiento, así en junio de 1857 la Compañía del Canal arrendó por diez años la reconstruida edificación a Aureliano Beruete, quien constituyó para su explotación la sociedad comanditaria «Carrasco y Cía».
Pocos años después, en abril de 1861, la fábrica fue subarrendada a «Michelena y Rodríguez», hasta el fin del arrendamiento a Beruete. De la disolución del subarrendatario surgió «Rodríguez Hermanos» como nuevos explotadores. En 1864 la empresa ya era conocida como «La Perla». De 1868 a 1881 la fábrica pasó a manos de Pedro Hornedo Velasco.
A fines del XIX la fábrica fue modernizada; Antioco Ubierna, quien la tenía arrendada, introdujo la molturación por cilindros reemplazando las antiguas piedras de molienda. En 1900 el almacén de harinas fue ampliado debido al aumento de producción.
El 5 de julio de 1912 La Perla fue destruida por un incendio, quedando en pie únicamente los muros principales y la infraestructura hidráulica. El proyecto de reconstrucción, encargado al arquitecto Plácido Sánchez Repiso, fue aprobado por el Ayuntamiento de Valladolid, adquiriendo el edificio su fisionomía final de tres alturas. El coste total de la reparación ascendió a 170 900 pesetas.
En 1920 la fábrica de harina fue adquirida por Pilar Ubierna, hija de Antioco Ubierna, y Emilio Calvo. En 1923 Pilar Ubierna vendió su parte, el 50 %, a Emilio Calvo, quien posteriormente, en 1940, traspasó la propiedad a la sociedad burgalesa «Achirica y Cía. S.R.C.», que en la década de 1960 pasó a denominarse «Achirica Hermanos S.A.». En esta época la capacidad molturadora de la fábrica fue de 32 500 kilos al día. Finalmente, ya en 1988, el edificio tomó el nombre de «Harinera La Perla S.A.».
La Perla, Bien de Interés Cultural con categoría de Monumento desde el 13 de junio de 1991, fue, hasta su cierre en 2006, una de las fábricas de harinas más antiguas de España en funcionamiento.

### Hotel Marqués de la Ensenada

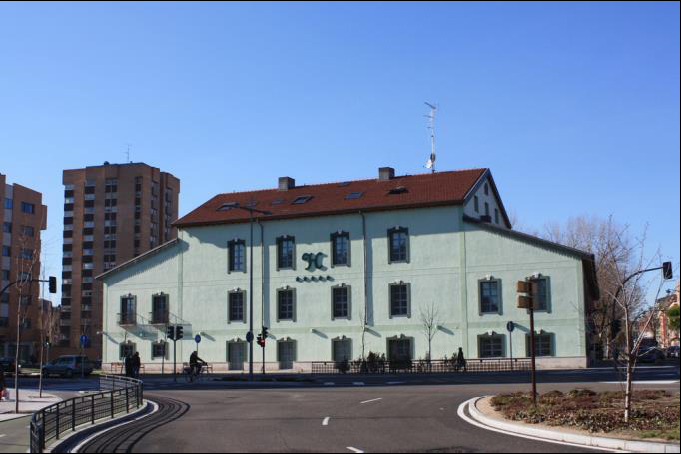
Hotel Marqués de la Ensenada

En 2008 el edificio fue rehabilitado por la sociedad «Sacedón Patrimonial S.L.» para albergar el primer hotel de cinco estrellas dentro del casco urbano de Valladolid, el Hotel Marqués de la Ensenada, bautizado así en honor al promotor del Canal de Castilla. Para poder llevar a cabo tal reforma se debió alterar el Plan General de Ordenación Urbana, utilizándose a su vez fondos FEDER, lo que causó polémica y juicios. Fue inaugurado en 2010 y constaba de 29 habitaciones (22 habitaciones normales, 3 superiores, 3 suites y una exclusive), 3 salones (Salón Goya, Salón Reyes y Sala del Canal), y un restaurante de lujo, llamado «La Harinera», así como decoración inspirada en personajes del siglo XIX. La Sala del Canal fue un espacio donde se exponía de manera permanente la historia del Canal de Castilla y una muestra museística de la maquinaria usada en la fábrica de harinas. El suelo acristalado permitía ver el paso del agua rumbo a su desembocadura en el Pisuerga.
En 2013 la administración pasó a manos de la cadena hotelera Eurostars.
El 2 de enero de 2017, debido a problemas económicos, «Alba 2010 Patrimonial S.L.», sociedad titular del establecimiento, ordenó, sin previo aviso a las trabajadoras y huéspedes, el cierre del hotel. La clausura dejó impagos al personal del hotel y el edificio fue presa del vandalismo. En abril de 2018 sufrió un incendio provocado que produjo daños en el interior del inmueble destruyendo parte del mobiliario que no llegó a rematarse. El Ayuntamiento procedió a tapiar las entradas para evitar posibles actos vandálicos y pillaje.

### Centro Social La Molinera

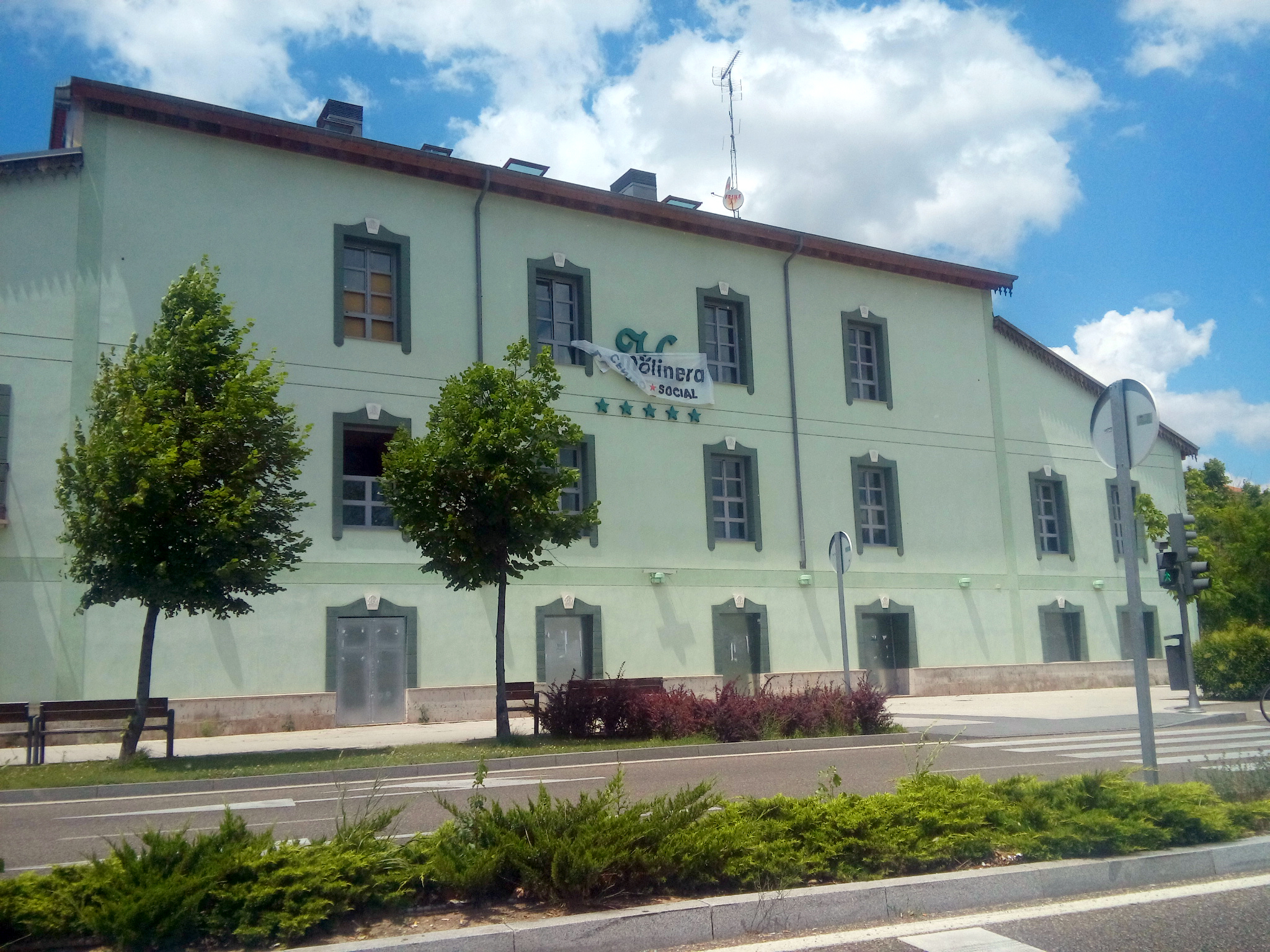
La fachada de la fábrica de harinas que da a la avenida Salamanca donde se aprecia la pancarta del Centro Social La Molinera, en julio de 2018.

En junio de 2018 el edificio fue ocupado por un grupo de activistas y vecinos, y reconvertido en el «Centro Social La Molinera», proyecto autogestionado cultural y feminista que fue inaugurado en agosto de ese año. El edificio fue limpiado y acondicionado para ser utilizado por el colectivo y el vecindario, lo cual generó aceptación por parte de los vecinos. No obstante, el Partido Popular de Valladolid realizó críticas hacia el proyecto.
El 21 de mayo de 2022 el CSO LA Molinera organizó una consulta popular por su cuenta en Valladolid, en ella querían consultar a los vecinos sobre el futuro de la Molinera (la cual estaba en amenaza de desalojo tras ser comprada por un fondo buitre). La consulta no pretendía tener validez legal, solo ser una oportunidad para hablar con la gente en la calle y visibilizar simbólicamente el apoyo de la gente. Se colocaron 19 urnas por todo Valladolid y se recogieron 3.399 votos a favor de la permanencia del Centro Social Ocupado.
Finalmente, el 18 de abril de 2023 en plena noche el CSO La Molinera fue desalojado por la policía, pese a intentar resistir unos militantes en el tejado.

## Arquitectura
El edificio se encuentra dividido en varios cuerpos, el central con cobertura a dos aguas, sobre cerchas de madera y con teja plana, y los laterales de menor altura. Todos ellos se revocan, con esquinas e impostas resaltadas y apertura de sencillos huecos con recercados. El cuerpo principal de la fábrica tiene muros de carga de un metro de espesor y está sustentado por dos filas de cinco pilares.
Originalmente la fábrica ocupaba una superficie de 647 metros cuadrados, dividida en tres secciones:
- Un edificio principal de cinco plantas con diez piedras de moler, seis cribas, cuatro frapores, cuatro batidores dobles, dieciséis cedazos y dos turbinas que movían toda la maquinaria. A principios del XX la altura del edificio se redujo a tres pisos.
- Un almacén de trigo, con cubierta de uralita a un agua y de dos pisos al norte. La planta baja servía de almacén de grano, mientras que en la primera se situaba la vivienda del molinero.[1]
- Un almacén de harina, también de dos pisos, al sur, y dividido en dos espacios por un muro de carga trasversal.[1]

### Plantas

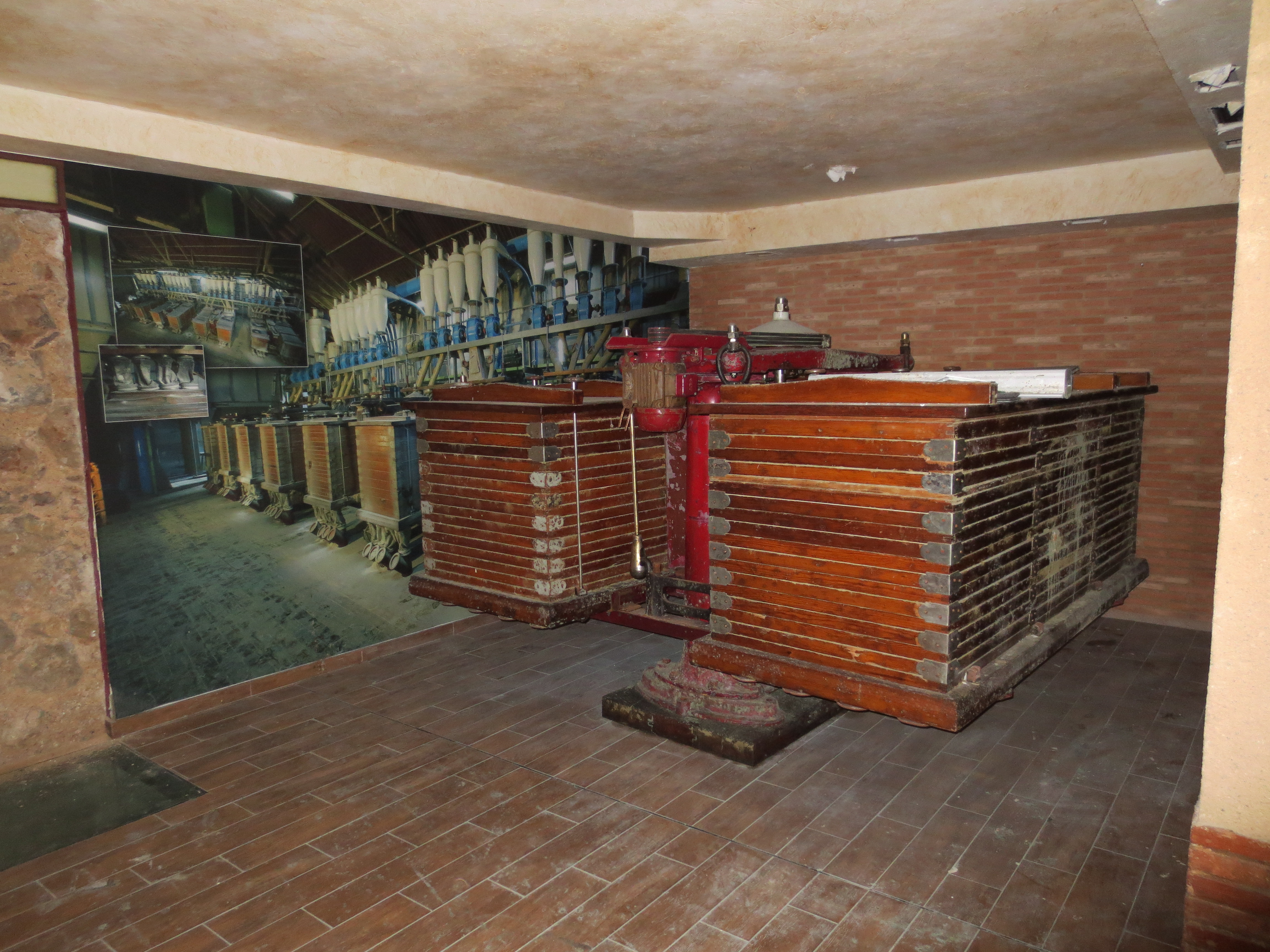
Plansichter que todavía se conserva en los sótanos.

La reforma de 1912 configuró la fábrica como un edificio de cuatro plantas:
- Planta sótano: En esta planta se encontraban ubicadas las turbinas y las transmisiones. Las ruedas y correas de transmisión ocupaban casi por completo el espacio. En esa planta se generaba la energía que movía el conjunto de maquinarias de la fábrica.
- Planta baja: En este nivel se realizaba el proceso de molturación, es decir, separar la parte harinosa del casquillo utilizando para ello los molinos de cilindros que abrían el grano, removían el afrecho y molían el endospermo convirtiéndolo en harina.
- Primera planta: Es donde se procedía a la limpieza y el lavado del trigo antes de ser molido. Se usaban tanto la técnica de lavado en seco como húmedo.
- Segunda planta: Aquí la molienda era cernida y separada. La harina, la sémola y el salvado obtenidos eran cernidos en cedazos o en plansichters.